# Campeonato Europeo de Fórmula Dos
El Campeonato Europeo de Fórmula Dos, más conocido como Fórmula 2 Europea, fue un campeonato de Fórmula 2 que se disputó en dicho continente entre los años 1967 y 1984.
Fue en su momento la principal categoría de monoplazas a nivel internacional, por debajo de la Fórmula 1. Si bien su ámbito se circunscribió exclusivamente al continente europeo, supo ser vidriera para la promoción de importantes figuras del automovilismo a nivel mundial, siendo el paso previo para competir en la Fórmula 1.
Su existencia se extendió desde 1967 hasta 1984, año en el que tras la aparición en escena de los motores turboalimentados en la Fórmula 1, se dispuso crear un nuevo campeonato de monoplazas a partir de la recategorízación de los motores aspirados de 3 litros de cilindrada como categoría inferior con relación a la F1, dando origen a la Fórmula 3000 Internacional. Esta última categoría, terminó reemplazando a la F2 Europea no sólo en el escalafón de ascenso a la Fórmula 1, sino también en el plano del automovilismo internacional.

## Resumen histórico
La FIA lanzó el Campeonato Europeo de F2 en 1967, para atraer tanto a las estrellas de Fórmula 1 como a los mejores talentos que aspiraban a alcanzar la máxima categoría. Para ello, se estableció que los pilotos más experimentados no pudieran puntuar para el campeonato. A mediados de la década de 1970, la cantidad de pilotos de Fórmula 1 fue bajando hasta desaparecer.
A principios de la década de 1980, la Fórmula 1 vivió la revolución de los motores turboalimentados, por lo que el enorme parque de motores Cosworth DFV (V8 atmosféricos de 3.0 litros de cilindrada) perdió competitividad. La FIA decidió incorporarlos a los Fórmula 2 para la temporada 1985, y renombrar la categoría a Fórmula 3000.

## Campeones
| Año         | Piloto                | Escudería               | Constructor      |
| ----------- | --------------------- | ----------------------- | ---------------- |
| 1967        | Jacky Ickx            | Tyrrell Racing          | Matra-Cosworth   |
| 1968        | Jean-Pierre Beltoise  | Matra Sports            | Matra-Cosworth   |
| 1969        | Johnny Servoz-Gavin   | Matra International     | Matra-Cosworth   |
| 1970        | Clay Regazzoni        | Tecno Racing Team       | Tecno-Cosworth   |
| 1971        | Ronnie Peterson       | March Engineering       | March-Cosworth   |
| 1972        | Mike Hailwood         | Team Surtees            | Surtees-Cosworth |
| 1973        | Jean-Pierre Jarier    | March Engineering       | March-BMW        |
| 1974        | Patrick Depailler     | March Engineering       | March-BMW        |
| 1975        | Jacques Laffite       | Ecurie Elf              | Martini-BMW      |
| 1976        | Jean-Pierre Jabouille | Equipe Elf              | Elf-Renault      |
| 1977        | René Arnoux           | Ecurie Renault Elf      | Martini-Renault  |
| 1978        | Bruno Giacomelli      | Polifac BMW Junior Team | March-BMW        |
| 1979        | Marc Surer            | Polifac BMW Junior Team | March-BMW        |
| 1980        | Brian Henton          | Toleman Group           | Toleman-Hart     |
| 1981        | Geoff Lees            | Ralt Racing Ltd.        | Ralt-Honda       |
| 1982        | Corrado Fabi          | March Racing Ltd.       | March-BMW        |
| 1983        | Jonathan Palmer       | Ralt Racing Ltd.        | Ralt-Honda       |
| 1984        | Mike Thackwell        | Ralt Racing Ltd.        | Ralt-Honda       |
| Referencia: |                       |                         |                  |

## Circuitos

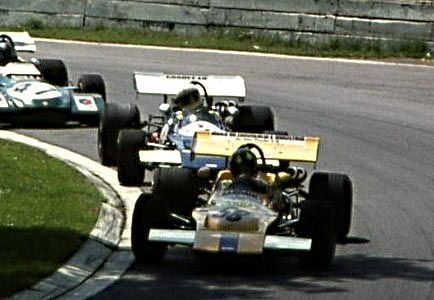
Carrera de Fórmula 2 en Crystal Palace de 1971.

| Circuito         | 1967 | 1968 | 1969 | 1970 | 1971 | 1972 | 1973 | 1974 | 1975 | 1976 | 1977 | 1978 | 1979 | 1980 | 1981 | 1982 | 1983 | 1984 | Total |
| ---------------- | ---- | ---- | ---- | ---- | ---- | ---- | ---- | ---- | ---- | ---- | ---- | ---- | ---- | ---- | ---- | ---- | ---- | ---- | ----- |
| Hockenheimring   |      |      |      |      |      |      |      |      |      |      |      |      |      |      |      |      |      |      | 18    |
| Pergusa          |      |      |      |      |      |      |      |      |      |      |      |      |      |      |      |      |      |      | 17    |
| Vallelunga       |      |      |      |      |      |      |      |      |      |      |      |      |      |      |      |      |      |      | 16    |
| Thruxton         |      |      |      |      |      |      |      |      |      |      |      |      |      |      |      |      |      |      | 16    |
| Pau              |      |      |      |      |      |      |      |      |      |      |      |      |      |      |      |      |      |      | 12    |
| Nürburgring      |      |      |      |      |      |      |      |      |      |      |      |      |      |      |      |      |      |      | 12    |
| Mugello          |      |      |      |      |      |      |      |      |      |      |      |      |      |      |      |      |      |      | 10    |
| Silverstone      |      |      |      |      |      |      |      |      |      |      |      |      |      |      |      |      |      |      | 9     |
| Misano           |      |      |      |      |      |      |      |      |      |      |      |      |      |      |      |      |      |      | 8     |
| Rouen-Essarts    |      |      |      |      |      |      |      |      |      |      |      |      |      |      |      |      |      |      | 8     |
| Donington        |      |      |      |      |      |      |      |      |      |      |      |      |      |      |      |      |      |      | 7     |
| Jarama           |      |      |      |      |      |      |      |      |      |      |      |      |      |      |      |      |      |      | 5     |
| Mantorp          |      |      |      |      |      |      |      |      |      |      |      |      |      |      |      |      |      |      | 5     |
| Salzburgring     |      |      |      |      |      |      |      |      |      |      |      |      |      |      |      |      |      |      | 5     |
| Tulln            |      |      |      |      |      |      |      |      |      |      |      |      |      |      |      |      |      |      | 5     |
| Zolder           |      |      |      |      |      |      |      |      |      |      |      |      |      |      |      |      |      |      | 4     |
| Zandvoort        |      |      |      |      |      |      |      |      |      |      |      |      |      |      |      |      |      |      | 4     |
| Nogaro           |      |      |      |      |      |      |      |      |      |      |      |      |      |      |      |      |      |      | 4     |
| Estoril          |      |      |      |      |      |      |      |      |      |      |      |      |      |      |      |      |      |      | 3     |
| Albi             |      |      |      |      |      |      |      |      |      |      |      |      |      |      |      |      |      |      | 3     |
| Crystal Palace   |      |      |      |      |      |      |      |      |      |      |      |      |      |      |      |      |      |      | 3     |
| Brands Hatch     |      |      |      |      |      |      |      |      |      |      |      |      |      |      |      |      |      |      | 2     |
| Spa              |      |      |      |      |      |      |      |      |      |      |      |      |      |      |      |      |      |      | 2     |
| Karlskoga        |      |      |      |      |      |      |      |      |      |      |      |      |      |      |      |      |      |      | 2     |
| Montjuic         |      |      |      |      |      |      |      |      |      |      |      |      |      |      |      |      |      |      | 2     |
| Mallory Park     |      |      |      |      |      |      |      |      |      |      |      |      |      |      |      |      |      |      | 2     |
| Imola            |      |      |      |      |      |      |      |      |      |      |      |      |      |      |      |      |      |      | 2     |
| Norisring        |      |      |      |      |      |      |      |      |      |      |      |      |      |      |      |      |      |      | 1     |
| Nivelles-Baulers |      |      |      |      |      |      |      |      |      |      |      |      |      |      |      |      |      |      | 1     |
| Kinnekulle       |      |      |      |      |      |      |      |      |      |      |      |      |      |      |      |      |      |      | 1     |
| Monza            |      |      |      |      |      |      |      |      |      |      |      |      |      |      |      |      |      |      | 1     |
| Österreichring   |      |      |      |      |      |      |      |      |      |      |      |      |      |      |      |      |      |      | 1     |
| Snetterton       |      |      |      |      |      |      |      |      |      |      |      |      |      |      |      |      |      |      | 1     |
| Circuito         | 1967 | 1968 | 1969 | 1970 | 1971 | 1972 | 1973 | 1974 | 1975 | 1976 | 1977 | 1978 | 1979 | 1980 | 1981 | 1982 | 1983 | 1984 | Total |